# عاشقان ماه
عاشقان ماه (کره‌ای: 달의 연인 – 보보경심 려) یک مجموعهٔ تلویزیونی کره جنوبی سال ۲۰۱۶ بر پایهٔ رمان چینی بو بو جینگ شین است. این مجموعه از ۲۹ اوت تا ۱ نوامبر ۲۰۱۶، روزهای دوشنبه و سه‌شنبه ساعت ۲۲:۰۰ (کی‌اس‌تی) از اس‌بی‌اس برای ۲۰ قسمت پخش شد.

## خلاصهٔ داستان
در جریان یک خورشیدگرفتگی کامل، یک زن ۲۵ ساله در قرن ۲۱، گو ها جین (آی‌یو) به زمان گذشته در سلسله گوریو منتقل می‌شود. او در سال ۹۴۱ در بدن هه سو در میان بسیاری از شاهزادگان سلطنتی خانواده وانگ، در زمان پادشاه ته‌جو بیدار می‌شود. او در ابتدا عاشق شاهزاده هشتم وانگ ووک (کانگ ها-نول) که مردی آرام و خونگرم هست می‌شود؛ اما بعداً با وانگ سو (لی جون گی)، شاهزاده چهارم که چهره ترسناک خود را در پشت نقاب پنهان می‌کند و بخاطر آن مدام تحقیر می‌شود آشنا می‌شود. هه سو خود را ناخواسته درگیر سیاست‌های قصر و رقابت شاهزادگان می‌کند که برای تسلط بر تاج و تخت با یکدیگر می‌جنگند.

## بازیگران

### اصلی

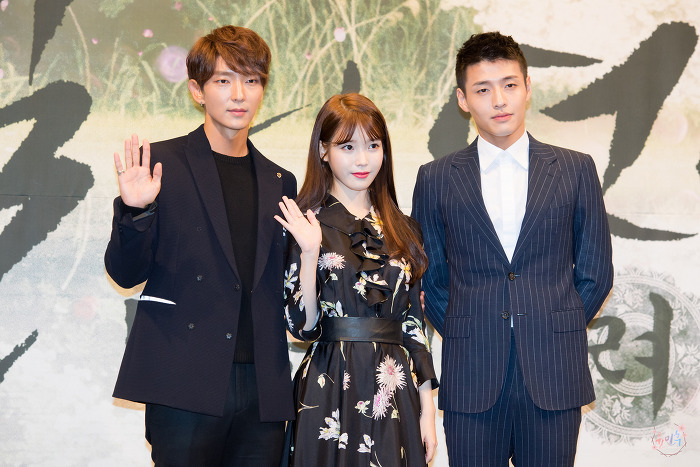
لی جون گی، لی جی اون و کانگ ها-نول در کنفرانس مطبوعاتی عاشقان ماه در اوت ۲۰۱۶

- لی جون گی در نقش شاهزاده چهارم وانگ سو
  - هونگ دونگ یونگ در نقش جوانی وانگ سو

او در ابتدا فردی بی‌رحم شناخته می‌شد بطوریکه او را همانند یک شاهزاده نمی‌دیدند؛ هم اطرافیانش از او می‌ترسند و هم او را اشتباه می‌فهمند. او به دلایلی شروع به تغییر می‌کند، که به سرعت متوجه می‌شود سردی او با دیگران در واقع راهی برای پنهان کردن دردها و کمبودهای خود بوده‌است.
- لی جی اون در نقش گو ها جین / هه سو

دختری با زندگی دردناک که به گذشته سفر می‌کند. او دختری خوش‌بین است و نمی‌تواند بی‌عدالتی را تحمل کند. هه سو اولین کسی است که درد وانگ سو را درک می‌کند و تصمیم می‌گیرد به او کمک کند، او به شدت به عزیزان خود اهمیت می‌دهد. هه سو در ابتدا احساسات خود را نسبت به شاهزاده هشتم ابراز کرد، اما بعداً به شاهزاده چهارم علاقمند شد.
- کانگ ها-نول در نقش شاهزاده هشتم وانگ ووک

او مردی مهربان است که به شدت مراقب اطرافیانش است. جذابیت‌ها و مهربانی وانگ ووک باعث می‌شود که هه سو عاشق او شود.

### مکمل

#### شاهزادگان
- کیم سان-هو در نقش ولیعهد، شاهزاده دوم وانگ مو
- هونگ جونگ هیون در نقش شاهزاده سوم وانگ یو
- یون سون-وو در نقش شاهزاده نهم وانگ وون
- بیون بک‌هیون در نقش شاهزاده دهم وانگ اون
- نام جو هیوک در نقش شاهزاده سیزدهم وانگ بک آه
- جی سو در نقش شاهزاده چهاردهم وانگ جونگ

#### خانواده سلطنتی گوریو
- جو مین کی در نقش وانگ گون، پادشاه ته‌جو

بنیانگذار سلسله گوریو
- پارک جی-یونگ در نقش ملکه یو، سومین ملکه ته‌جو

مادر شاهزاده سوم وانگ یو، شاهزاده چهارم وانگ سو و شاهزاده چهاردهم وانگ جونگ.
- جونگ کیونگ سون در نقش ملکه هوانگبو، چهارمین ملکه ته‌جو

مادر شاهزاده هشتم وانگ ووک و شاهزاده خانم هوانگبو یون هوا. او متهم به کشتن جنین بانوی دربار اوه بود.
- کانگ هانا در نقش شاهزاده خانم هوانگبو یون هوا، بعدها ملکه دایموک

خواهر شاهزاده هشتم وانگ ووک و همسر آیندهٔ شاهزاده چهارم وانگ سو.

#### زنان شاهزادگان
- پارک شی-اون در نقش بانو هه میونگ هی

همسر شاهزاده هشتم وانگ ووک و ششمین پسر عموی هه سو.
- جین کی جو در نقش چه ریونگ

خدمتکار و دوست هه سو که عاشق شاهزاده نهم وانگ وون است. او ولیعهد را برای شاهزاده نهم مسموم کرد.
- سوهیان در نقش وو هی

آخرین شاهزاده باکجه جدید و گیسانگ شاهزاده بک آه است که عاشق او نیز هست.
- جی هه ران در نقش پارک سون دوک

دختر پارک سو کیونگ و همسر شاهزاده دهم وانگ اون.

#### سایرین
- کیم سونگ-کیون در نقش چوی جی مونگ

ستاره‌شناس پادشاه. بهترین دوست ولیعهد وانگ مو.
- سونگ دونگ ایل در نقش ژنرال پارک سو کیونگ

پدر سون دوک و دست راست شاهزاده چهارم وانگ سو.
- وو هی-جین در نقش بانوی دربار اوه سو یون

رئیس قصر دامیون، معشوقه پادشاه ته‌جو و مربی هه سو که برای او شخصیتی شبیه به یک مادر است.
- چوی بیونگ-مو در نقش پارک یونگ گیو

پدر شوهر شاهزاده سوم وانگ یو و وزیر امور خارجه.
- پارک جونگ هاک در نقش وانگ شیک ریوم، پسر عموی پادشاه
- کیم کانگ ایل در نقش یکی از اعضای خانواده شینجو کانگ

#### حضور ویژه
- بیون وو-سوک در نقش دوست پسر سابق گو ها جین (قسمت ۳)
- جانگ هه مین در نقش دوست گو ها جین (قسمت ۳)
- پارک کی سون در نقش راهب اصلی معبد محل اقامت راهبان لال (قسمت ۳)
- اوه یو می در نقش بانوی دربار که تظاهر به بیماری می‌کرد تا هه سو چای مسموم شده را به وانگ مو بخوراند (قسمت ۱۰)
- جانگ سو هی در نقش بانو گیونگهوا

دختر ولیعهد وانگ مو، بعدها دومین همسر گوانگ‌جونگ (قسمت ۱۴)
- سو اون سول در نقش دختر هه سو و وانگ سو (قسمت ۲۰)
- کیم دو هی در نقش بوک سون، دختر شاهزاده هشتم وانگ ووک (قسمت ۲۰)